# Фудзивара-но Токихира
Фудзивара-но Токихира (яп. 藤原時平 Фудзивара-но Токихира, 871 — 1 мая 909) — японский аристократ, государственный деятель периода Хэйан. Сын Фудзивара-но Мотоцунэ. Служил при дворе императоров Уда и Дайго.

## Биография
В 899 году Токихира был назначен на должность «левого министра» императорского правительства. В 901 году он организовал изгнание Сугавара-но Митидзанэ из столицы.
Токихира был ответственным за составление исторической хроники «Записи трех правлений императоров Японии» (日本三代実録) и свода правок к существующему законодательству «Энгисики» (延喜式). В 902 году он выдал «Закон об упорядочении сёэнов», по которому фактически признавалось существование частной собственности.
Токихира также известен заключением «Сборника древних и новых японских песен», который был написан японской азбукой хираганой. Благодаря представлению этого «сборника» в 903 году императору, хирагана была признана официальным письмом наряду с китайскими иероглифами.